# Roland Moyle
Roland Dunstan Moyle (12 mars 1928 - 14 juillet 2017) est un homme politique travailliste britannique.

## Jeunesse
Moyle est né en mars 1928, fils d'Arthur Moyle, député travailliste et secrétaire parlementaire privé de Clement Attlee. Moyle fait ses études à Bexleyheath et Llanidloes, et à l'Université d'Aberystwyth et Trinity Hall, Cambridge, où il préside le Labour Club en 1953.
Il devient avocat, admis au barreau par Gray's Inn en 1954. Il est consultant en relations industrielles et travaille comme secrétaire du Conseil industriel mixte national de l'industrie du gaz et du Conseil mixte national des états-majors du gaz à partir de 1956 et de l'organisme frère de l'industrie électrique à partir de 1965. Il est conseiller dans le quartier londonien de Greenwich à partir de 1964 et est président du Parti travailliste de Greenwich.

## Carrière politique
Moyle est élu député de Lewisham North en 1966, et après des changements de limites, de Lewisham East en 1974. Après un passage en tant que secrétaire parlementaire du ministère de l'Agriculture, de la Pêche et de l'Alimentation, il est ministre d'État pour l'Irlande du Nord de 1974 à 1976 et ministre de la Santé de 1976 à 1979. Il est nommé conseiller privé en 1978. Lors de la défaite des travaillistes aux élections générales de 1983, Moyle perd son siège au profit du conservateur Colin Moynihan.
Moyle devient plus tard vice-président de l'autorité chargée des plaintes contre la police de 1985 à 1991.
Il est décédé le 14 juillet 2017 à l'âge de 89 ans.